# 에두아르트 헬리
에두아르트 헬리(독일어: Eduard Helly, 1884년 6월 1일 ~ 1943년 11월 28일)는 오스트리아의 수학자이다.

## 생애
1884년 6월 1일 빈의 유대인 가정에서 태어났다. 1907년에 빈 대학교에서 박사 학위를 수여받았으며, 이후 괴팅겐 대학교에서 공부하였다.
이후 빈으로 귀국하여 김나지움 교사로 일하였으며, 제1차 세계 대전 동안 오스트리아-헝가리 군에 입대하여 참전하였다. 1915년에 총상을 당하였으며 러시아 제국군의 전쟁 포로가 되었다.
전후 1920년에 빈으로 귀국하였다. 1921년에 수학자 엘리제 블로흐(독일어: Elise Bloch)와 결혼하였고, 같은 해에 하빌리타치온을 획득하였다. 그러나 교수직을 얻지 못해 은행에서 일하였다. 1929년 검은 목요일 이후 해고당했고, 보험 회사에 취직하였다.
1938년에 나치 독일이 오스트리아를 병합하였고, 유대인이었던 헬리는 해고당하여 미국으로 망명하였다. 이후 뉴저지주에서 강사로 일하다가, 1941년에 시카고로 이사하여 미국 육군 소속 연구소에 취직하였다. 1943년 11월 28일에 심근 경색으로 사망하였다.

## 참고 문헌
- Hochstadt, Harry (1980년 9월). “Eduard Helly, father of the Hahn–Banach theorem”. 《The Mathematical Intelligencer》 (영어) 2 (3): 123–125. doi:10.1007/BF03023052. ISSN 0343-6993.